# ローデッド・ウェポン1
『ローデッド・ウェポン1』（原題：Loaded Weapon 1）は、1993年制作のアメリカ合衆国のコメディ映画。

## 概要
『リーサル・ウェポン』シリーズをベースに、『ダイ・ハード』、『羊たちの沈黙』、『ダーティハリー』、『氷の微笑』などのパロディを多数織り込んだ、ポリス・コメディ映画である。
『白バイ野郎ジョン&パンチ』でジョンとパンチを演じたエリック・エストラーダとラリー・ウィルコックス、『ダイ・ハード』シリーズで主人公ジョン・マクレーン刑事を演じたブルース・ウィリスが、それらを彷彿とさせる役でカメオ出演している。
2人の主人公の名前、コルトとルガーはいずれも銃器の名前から採られている。

## キャスト
日本でビデオ発売された際、日本語吹替え版は標準語バージョンと、吉本新喜劇のタレントによる関西弁バージョンが発売された。
| 役名                       | 俳優                       | 日本語吹替 | 日本語吹替 |
| 役名                       | 俳優                       | 標準語版   | 関西弁版   |
| -------------------------- | -------------------------- | ---------- | ---------- |
| ジャック・コルト           | エミリオ・エステベス       | 藤原啓治   | 石田靖     |
| ウェズ・ルガー             | サミュエル・L・ジャクソン  | 大塚明夫   | 池乃めだか |
| リック・ベッカー           | ジョン・ロヴィッツ         | 安西正弘   |            |
| デスティニー               | キャシー・アイアランド     | 雨蘭咲木子 | 中西喜美恵 |
| モーターズ将軍             | ウィリアム・シャトナー     | 小林修     | 坂田利夫   |
| ジグソー                   | ティム・カリー             | 仲野裕     | 島木譲二   |
| ドイル警部                 | フランク・マクレー         | 大宮悌二   | 内場勝則   |
| ハロルド                   | F・マーリー・エイブラハム  | 塚田正昭   |            |
| マイク                     | デニス・リアリー           | 津田英三   |            |
| ノンクレジット・カメオ出演 |                            |            |            |
| ビリー・ヨーク             | ウーピー・ゴールドバーグ   | 水原リン   | 町野あかり |
| FBIエージェント            | ポール・グリーソン         | 塚田正昭   |            |
| エリック・エストラーダ     | エリック・エストラーダ     | 津田英三   |            |
| ラリー・ウィルコックス     | ラリー・ウィルコックス     | 飯田道郎   |            |
| ブルース・ウィリス         | ブルース・ウィリス         | 小関一     |            |
| クリストファー・ランバート | クリストファー・ランバート | 飯田道郎   |            |
| チャーリー・シーン         | チャーリー・シーン         | 小野健一   |            |
| コリー・フェルドマン       |                            |            |            |
| フィル・ハートマン         |                            |            |            |
| J・T・ウォルシュ           |                            |            |            |
| デニス・リチャーズ         |                            |            |            |
| ジェームズ・ドゥーアン     |                            |            |            |